# Tramlijn Erm - Ter Apel
De tramlijn Erm - Ter Apel is een voormalige stoomtramlijn in Drenthe en Groningen van Erm via Emmen naar Ter Apel.

## Geschiedenis
De lijn werd geopend in 1909 als zijlijn van de enkele jaren eerder geopende lijn Hoogeveen - Nieuw Amsterdam. De stroomtramlijn is aangelegd op kaapspoor (1067 mm) door de Eerste Drentsche Stoomtramweg-Maatschappij (EDS). Op 1 november 1909 kwam de lijn tussen Emmen en Erm gereed. De lijn van Emmen naar Ter Apel werd op 10 december 1910 geopend. In Emmen werd door de EDS tegenover het station van de Noordoosterlocaalspoorweg-Maatschappij (NOLS) haar stationsgebouw neergezet. Dit gebouw is later gebruikt als busstation door de EDS en haar opvolger de DVM. Na een brand in oktober 1979 zijn het oude stationsgebouw en de ernaast gelegen loods gesloopt.
Ook in Ter Apel had de EDS een eigen stationsgebouw, naast dat van de Stoomtramweg-Maatschappij Oostelijk Groningen (OG) die een tramlijn naar Winschoten exploiteerde. Tussen de emplacementen van OG en
EDS werd in 1922 een verbindingsspoor gerealiseerd. Tussen de tramlijnen van de EDS en de DSM bestond lange tijd geen verbinding,
waarschijnlijk vanwege de concurrentie tussen de beide trambedrijven. In 1926 werd het eindpunt van de DSM verlengd naar het station van de OG. Daarbij is een verbinding gemaakt met het spoor van de EDS om het OG-station te kunnen bereiken. Om deze verbinding tot stand te brengen is zelfs een ministeriële beslissing noodzakelijk geweest. Na de fusie tussen EDS en DSM in 1936 ging de EDS het gehele trambedrijf exploiteren en gingen alle trams naar het station van de OG rijden.
In de jaren 30 gaat het steeds slechter met de tramlijn. In 1931 wordt het personenverkeer per tram tussen Emmen en Ter Apel door de EDS vervangen door een busdienst. Er blijven wel goederentrams rijden. Ook rijdt er nog op zondagen een speciale 'dierentuintram' vanuit Oost-Groningen naar Emmen. Tussen Hoogeveen en Emmen houden de personentrams het langer vol, al reden er in 1934 nog slechts twee personentrams per dag en werd het overige vervoer door de EDS per autobus afgehandeld. Ook vanuit Hoogeveen was er nog druk verkeer naar het Noorderdierenpark. Zo kon men in 1935 voor 50 cent een retour Hoogeveen-Emmen kopen inclusief entree dierenpark. In de Tweede Wereldoorlog wordt het personenverkeer op de gehele tramlijn hervat. Vlak voor de bevrijding, in april 1945, wordt de trambrug in Ter Apel door de Duitsers opgeblazen. Dit betekende het einde van de tramverbinding Emmen-Ter Apel. Dit deel van de tramlijn is in 1946 opgebroken. Vanuit Hoogeveen reden tot 1947 nog trams naar Emmen, daarna is ook deze lijn verdwenen.